# Континентални държави
Континентална държава е държава, която няма излаз на Световния океан.

## Континентални държави
В света има 44 континентални държави:
- Афганистан
- Андора
- Армения
- Австрия
- Азербайджан
- Беларус
- Бутан
- Боливия
- Ботсвана
- Буркина Фасо
- Бурунди
- Централноафриканска република
- Чад
- Чехия
- Есватини
- Етиопия
- Унгария
- Казахстан
- Киргизстан
- Косово
- Лаос
- Лесото
- Лихтенщайн
- Люксембург
- Северна Македония
- Малави
- Мали
- Молдова
- Монголия
- Непал
- Нигер
- Парагвай
- Руанда
- Сан Марино
- Сърбия
- Словакия
- Швейцария
- Таджикистан
- Туркменистан
- Уганда
- Узбекистан
- Ватикан
- Замбия
- Зимбабве

## Полуконтинентални държави
Това са държави, които имат много малка брегова ивица:
- Белгия 4,6%
- Босна и Херцеговина 1,4%
- Демократична Република Конго 0,3%
- Ирак 1,6%
- Йордания 1,6%
- Република Конго 3%
- Словения 3,4%
- Того 3,3%